# Караван смерти (фильм, 1991)
«Караван смерти» — советский боевик режиссёра Ивана Соловова, вышедший на экраны в 1991 году. Сюжет фильма строится вокруг противостояния прапорщика пограничных войск отряду наёмников, стремящихся провести диверсию на территории Советского Союза.

## Сюжет
Наёмник, известный своим профессионализмом, получает задание от влиятельного человека провезти на территорию СССР груз взрывчатки в сопровождении отряда боевиков для проведения диверсии.
Пограничный наряд из 12 человек под командованием капитана Татабекова прибывает для проверки участка советско-афганской границы. В состав отряда входит старший прапорщик Иван Марьин, ветеран Афганистана. Опытный и надёжный боец, Марьин часто получает выговоры от начальства за свой непокорный характер. Например, вопреки просьбам своего командира, капитана Татабекова, Марьин носит на ногах вместо полуботинок неуставные кроссовки. Пограннаряд разделяется Татабековым на головной и тыловой дозоры и основную группу, после чего пограничники следуют по участку границы для последующего объединения в точке встречи.
Боевики замечают головной дозор под командованием Марьина. Боевики определяют численность пограничного наряда и его вооружение. Один из боевиков предлагает лидеру переждать, но тот отказывается «ждать, пока нас тут всех не перебьют». Боевик Али с подручным встречают отставшего от своих старшего тылового дозора, старшего сержанта Кротова, и, угрожая, требуют назвать место, где наряд пограничников устроится на привал. Кротову удаётся бежать, но Али говорит своему подручному, что пограничник «сам их выведет на привал». 
Догнав сослуживцев, Кротов не сообщает им о банде, и ночью моджахеды атакуют пограничников. Завязывается бой, моджахеды потеряв семь человек уничтожают погранотряд. Кротов сбегает в начале боя. Марьин, сержант Гаглидзе, молодой рядовой и смертельно раненый Татабеков отрываются от боевиков. Бандиты берут в плен радиста, ефрейтора Печёнкина, и под страхом смерти вынуждают его передавать сообщения в штаб погранотряда.
Наутро заблудившаяся в горах банда захватывает в плен двух студенток-археологов Оксану и Джамилю, требуя, чтобы те показали дорогу. Марьин приказывает Гаглидзе идти за помощью в штаб и отдает ему пистолет Татабекова. Марьин, следуя за бандой,  замечает молодого рядового, который из укрытия целится в лидера банды. Марьин решает устроить засаду и спасти Печёнкина и студенток.
Сумев обойти караван с тыла, Марьин нападает на боевиков. Рядовой пытается освободить связанного Печёнкина, но погибает. Во время перестрелки Оксана сбегает. Увидев, что рядовой погиб, Марьин вынужден отступить, но успевает убить ещё несколько бандитов. Бандиты требуют, чтобы Печёнкин передал в штаб сообщение, что всё в порядке, но тот замечает, как боевики тащат по земле тело убитого рядового и кричит в рацию, что наряд попал в засаду и требуется помощь. Лидер бандитов приказывает посадить пограничника на кол, но тот плюёт ему в лицо, и главарь всаживает ему нож в сердце.
Марьин натыкается у ручья на Оксану, которой оставляет автомат, а сам идёт выручать товарищей. Придя в рощу, он находит там труп Печёнкина, привязанный к дереву, и обезглавленное тело рядового. Из-за деревьев выходят трое боевиков во главе с Али; Марьин, сделав вид, что сдаётся, ранит Али, убивает двух других боевиков, но сам получает ранение в руку. Раненый Али просит у прапорщика автомат, обещая застрелиться. Марьин удовлетворяет его просьбу, перед этим спросив, зачем те пришли. Али рассказывает ему о своей ненависти к русским и о запланированной диверсии («от взрыва оживут снега и снесут всё, что вы построили»), после чего совершает самоубийство.
До штаба погранотряда добирается сержант Кротов, рассказывая начальнику отряда подполковнику Петру Ефимовичу и замполиту подполковнику Саблину, что пограничный наряд попал в засаду и капитан Татабеков послал его в отряд, чтобы сообщить о прорыве границы. Дежурный связист докладывает о сообщении Печёнкина, и офицеры верят Кротову. Затем местный житель доставил в штаб обессилевшего и оборванного сержанта Гаглидзе, который также сообщает о нападении боевиков на наряд и о своем прибытии в штаб по приказу Марьина. Однако Саблин обвиняет Гаглидзе в трусости и дезертирстве. Гаглидзе, увидев Кротова, пытается застрелить его, но Пётр Ефимович отбирает у него оружие и узнаёт пистолет Татабекова. Объявляется боевая тревога, подразделения пограничников выходят на поиск группы Татабекова и вооружённой банды.
Оксана перевязывает рану Марьину, и тот отправляется в Мёртвый аул, где уничтожает остатки банды. Лидер отряда приказывает Марьину выйти, угрожая убить Джамилю. Марьин выходит из укрытия и бросает оружие, но выясняется, что Джамиля уже убита. Марьин хватается за нож, но главарь ранит его из пистолета в ногу и собирается добить пограничника, но подоспевшая Оксана выпускает в него весь магазин автомата.
Пётр Ефимович приходит в госпиталь к Марьину, сообщая о грядущем награждении прапорщика и своём переводе в Москву. Марьин видит по телевизору передачу, где рассказывается о пограничниках, геройски остановивших банду боевиков. В студии сидят награждённые подполковник Саблин, Гаглидзе и Кротов, причём последний долго и красиво говорит о том, что думал и чувствовал, когда вступал в бой.
Марьин подаёт рапорт о переводе в другой погранотряд и уже собирает вещи, но в это время к нему домой приходит майор из штаба отряда. Майор даёт Марьину телеграмму, где написано «Люблю, целую! Оксана». Марьин едет на вокзал с букетом цветов и встречает на перроне Оксану.

## В ролях
- Александр Панкратов-Чёрный —  старший прапорщик Иван Марьин
- Борис Хмельницкий — лидер отряда наёмников
- Елена Кондулайнен — археолог Оксана (озвучивание — Наталья Гурзо)
- Владимир Трещалов — Пётр Ефимович, подполковник, начальник пограничного отряда
- Виктор Павлов — подполковник Саблин, начальник политотдела пограничного отряда
- Мулькаман Оразов — капитан Татабеков
- Джамиля Агамурадова — подруга Оксаны, Джамиля
- Михаил Мамаев — сержант Гаглидзе
- Владимир Епископосян — Али
- Павел Литвак — старший сержант Кротов
- Вячеслав Ильин — ефрейтор Печёнкин, радист[4].